# Jovan Jovanović Zmaj
Jovan Jovanović Zmaj, (serbisch-kyrillisch Јован Јовановић Змај; * 24. November 1833 in Novi Sad; † 3. Juni 1904 in Sremska Kamenica) war ein serbischer Dichter der Romantik des 19. Jahrhunderts.

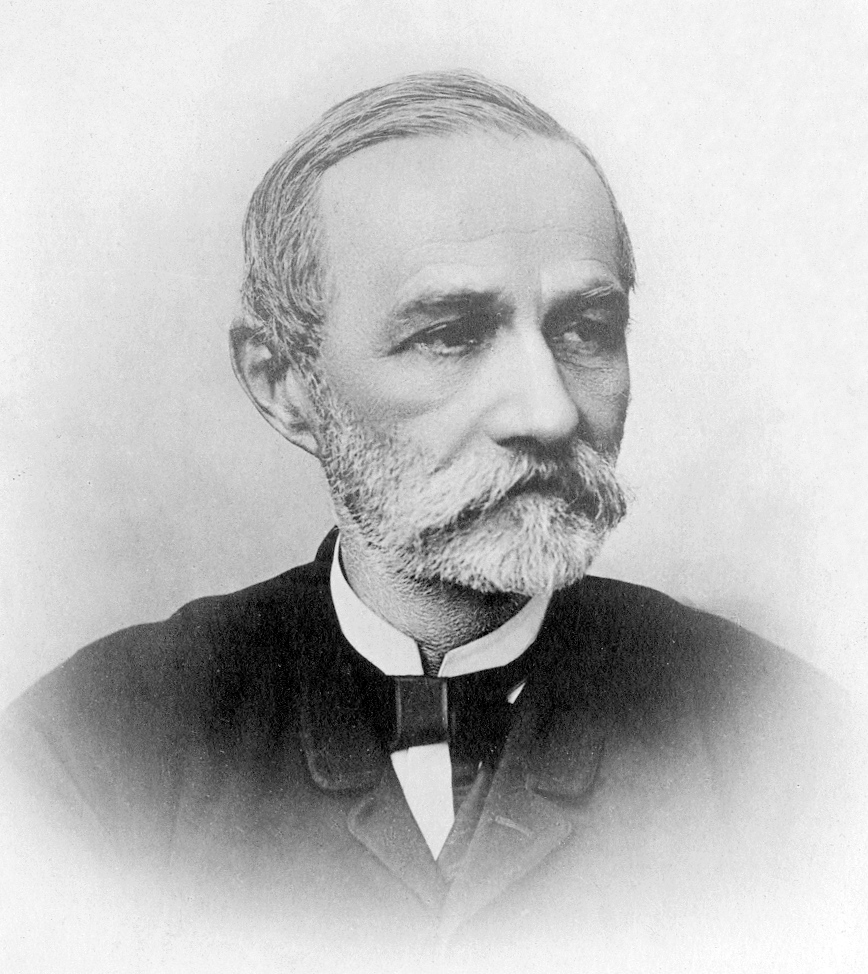
Jovan Jovanović Zmaj

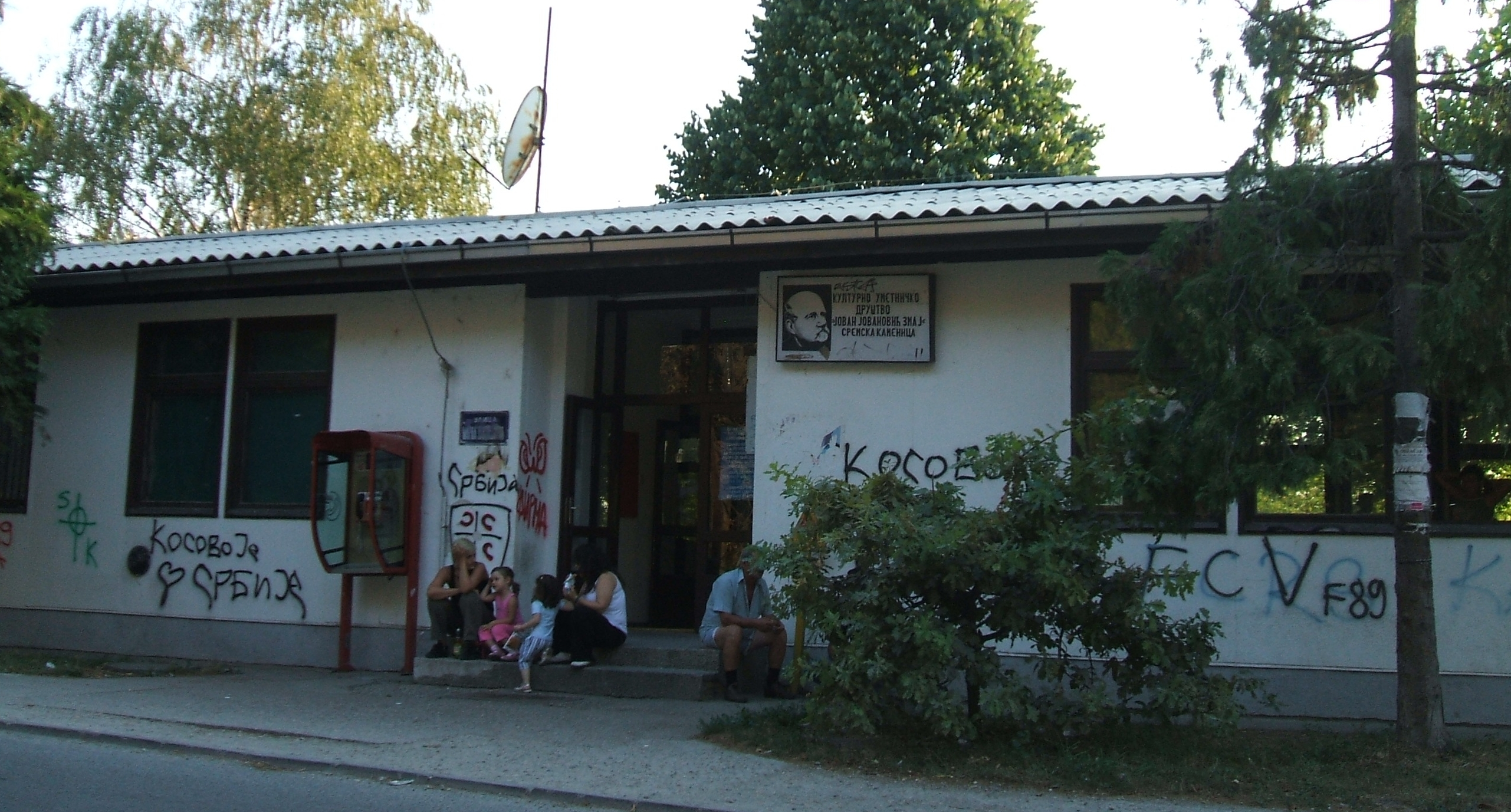
Gebäude des Kulturvereins „Jovan Jovanović Zmaj“ in Sremska Kamenica

Zmaj arbeitete als Kinderarzt, aber wurde als Dichter bekannt. Er gilt als einer der produktivsten serbischen Dichter der zweiten Hälfte des 19. Jahrhunderts. Zmaj war als Chefredakteur zahlreicher Zeitschriften tätig, wie etwa der Zeitschrift 3. Maj ‚3. Mai‘, woher auch sein Beiname Zmaj ‚Drache‘ herrührt, sowie der Zeitschrift für Kinder Невен Neven, deutsch ‚Ringelblume‘. Obwohl er seinen Ruhm vor allem der Kinderlyrik zu verdanken hat, erprobte er sich auch in anderen Gattungen, wie etwa in der Liebeslyrik, dem Lehrgedicht, der politischen Satire oder der patriotisch angehauchten Poesie.
Zu seinen bekanntesten Werken zählen Ђулићи Đulići, deutsch ‚Rosen‘ und Ђулићи увеоци Đulići uveoci, deutsch ‚verwelkte Rosen‘.
Zmaj war auch als Übersetzer tätig und übertrug die Gedichte von Sándor Petőfi, Goethe, Heine, Lermontow und Tennyson ins Serbische.
Nach Jovan Jovanovic-Zmaj wurde unter anderem ein internationales Festival für Kinderliteratur benannt, welches einmal im Jahr in Novi Sad stattfindet.